# Škoda 38 cm Vz. 1916
Lo Škoda 38 cm Vz. 1916 era un obice d'assedio realizzato in Austria-Ungheria dalla Škoda nel 1916 ed impiegato durante la prima guerra mondiale. L'obice, conosciuto anche come 38 cm Belagerungshaubitze M. 16 (Belagerungshaubitze significa appunto obice da assedio), fu anche consegnato come risarcimento di guerra al Regno d'Italia e denominato Obice da 380/15 (il secondo numero indica la lunghezza della canna in calibri).

## Storia
Lo sviluppo dell'obice ebbe inizio nell'aprile del 1915 ad opera della Škoda, per fornire all'Imperial regio Esercito austro-ungarico un'arma che conciliasse una potenza paragonabile a quella dell'obice Škoda 42 cm Vz. 1914 e la mobilità e la cadenza di tiro del mortaio pesante Škoda 30,5 cm Vz. 1911. Il primo test a fuoco fu effettuato nel gennaio del 1916, cui seguì, nel maggio dello stesso anno, il battesimo del fuoco sul fronte italiano: i primi due esemplari, battezzati "Gudrun" e "Barbara" supportarono l'offensiva austro-ungarica di maggio. L'obice "Barbara" fu posizionato presso l'avamposto Viaz vicino al forte Campo Luserna per combattere i forti italiani Corbin, Campolongo e Casa Ratti. L'obice "Gudrun" si trovò invece in Vallagarina a nord di Rovereto presso Volano e colpì la zona del Pasubio, della Vallarsa e la dorsale del Coni Zugna. Soddisfatto delle prestazioni dei due obici, l'Alto Comando austriaco ordinò ulteriori 14 pezzi. Alla fine della Grande Guerra ne erano stati consegnati in totale 10 pezzi, utilizzati su tutti i fronti.
Con la resa dell'Austria-Ungheria, l'armistizio di Villa Giusti imponeva, tra le altre clausole, la consegna di grandi quantità di materiale d'artiglieria. Al Regio Esercito furono quindi consegnati 5 Obici da 380/15, classificati come artiglieria d'armata. Allo scoppio della seconda guerra mondiale, due pezzi vennero assegnati alla Guardia alla Frontiera, mentre i rimanenti tre si trovavano presso l'Arsenale Regio Esercito di Piacenza (AREN); un pezzo armava, a Bardonecchia, la 253ª Batteria del XLVI Gruppo/19º Raggruppamento artiglieria GAF, mentre il secondo pezzo era assegnato alla 250ª Batteria del CV Gruppo/24º Raggruppamento artiglieria GAF, di stanza a Pontebernardo. Queste armi comunque non presero parte alla battaglia delle Alpi e, con l'armistizio di Cassibile, passarono sotto il controllo dei tedeschi, che ridenominarono l'obice come 38 cm sH 721(i) (la i sta per italien); questi tuttavia non vennero mai impiegati sul campo per la scarsità di munizioni.
Attualmente sopravvivono due esemplari: il 6º è conservato nel Museo Heeresgeschichtliches di Vienna, mentre "Gudrun", il 2º esemplare, si trova nel Museo Nazionale Militare di Bucarest.

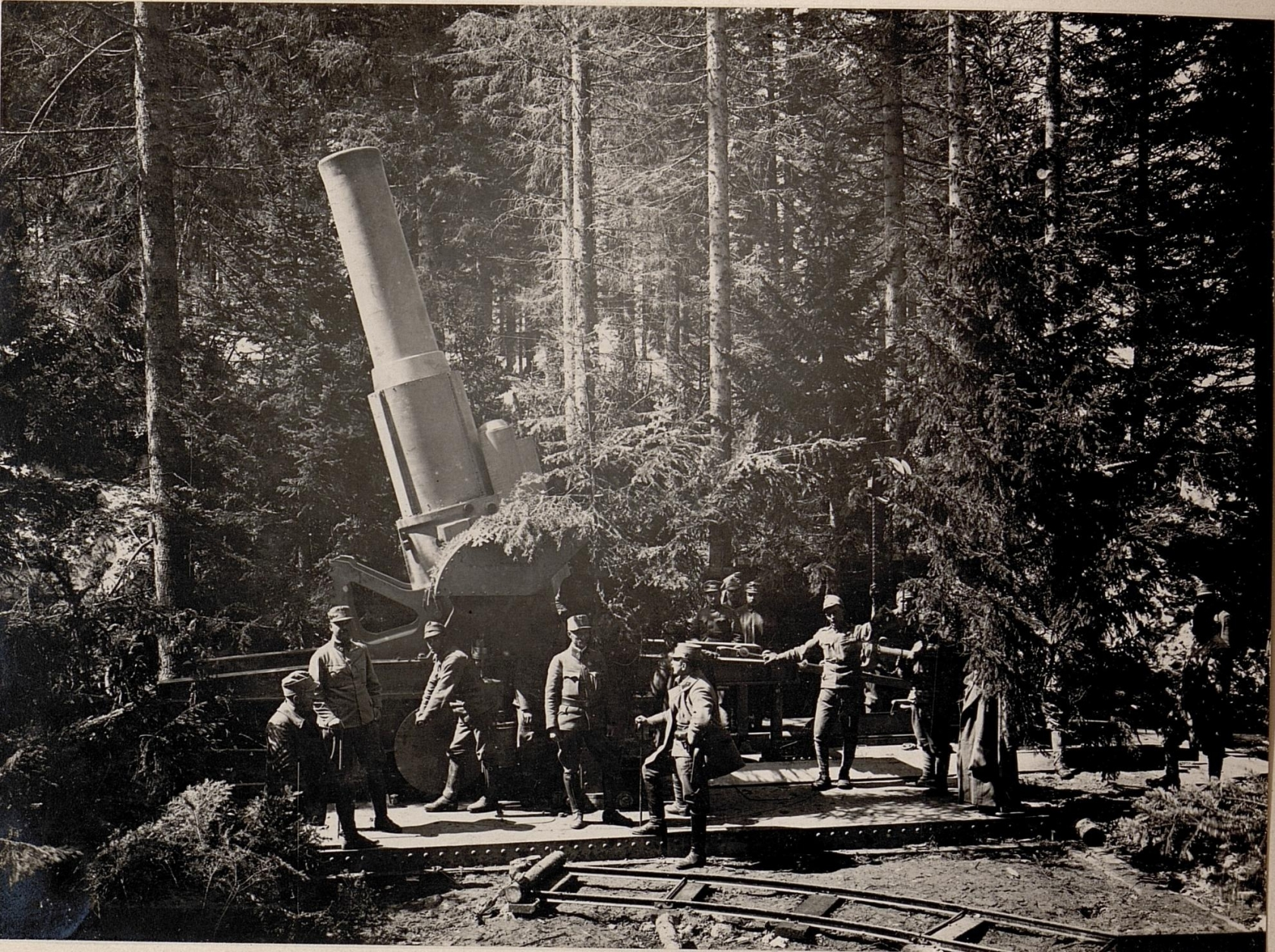
L'obice "Barbara" durante la "Strafexpedition" presso Forte Campo Luserna
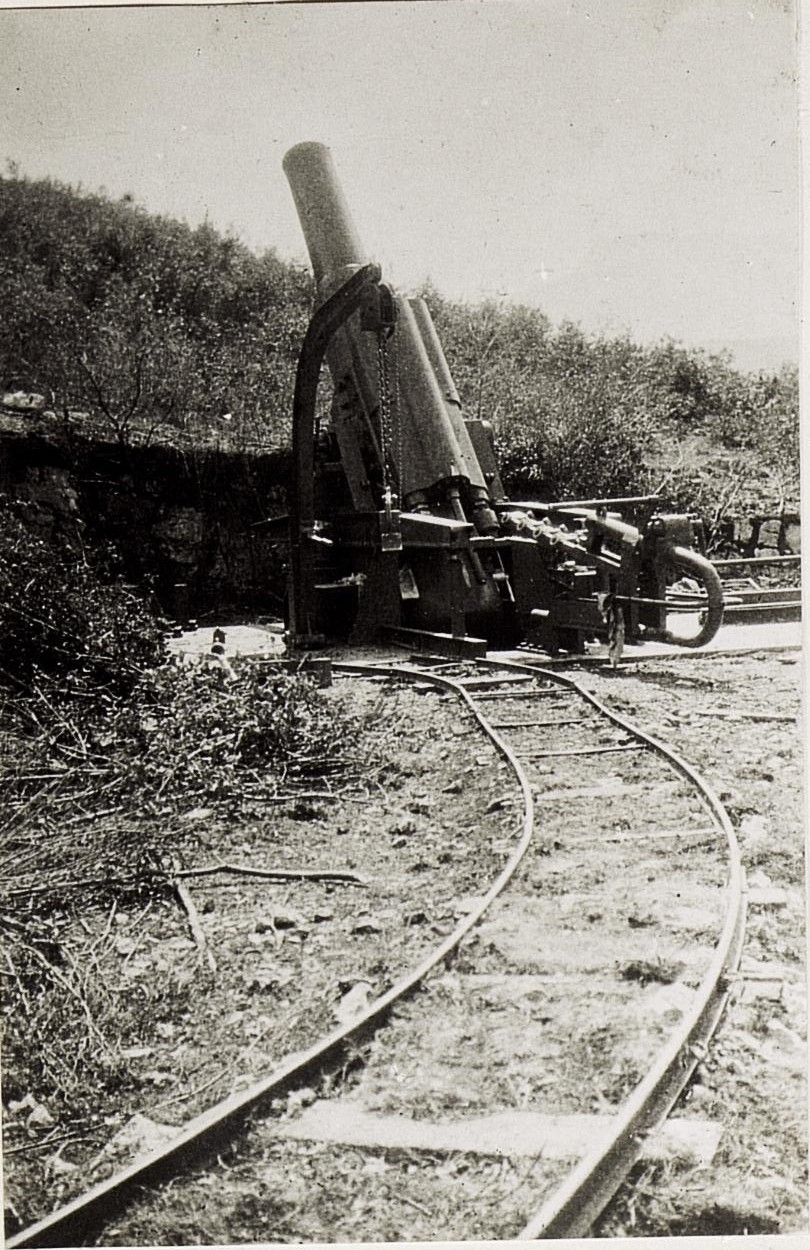
L'obice "Gudrun" presso Volano a nord di Rovereto nella primavera del 1916
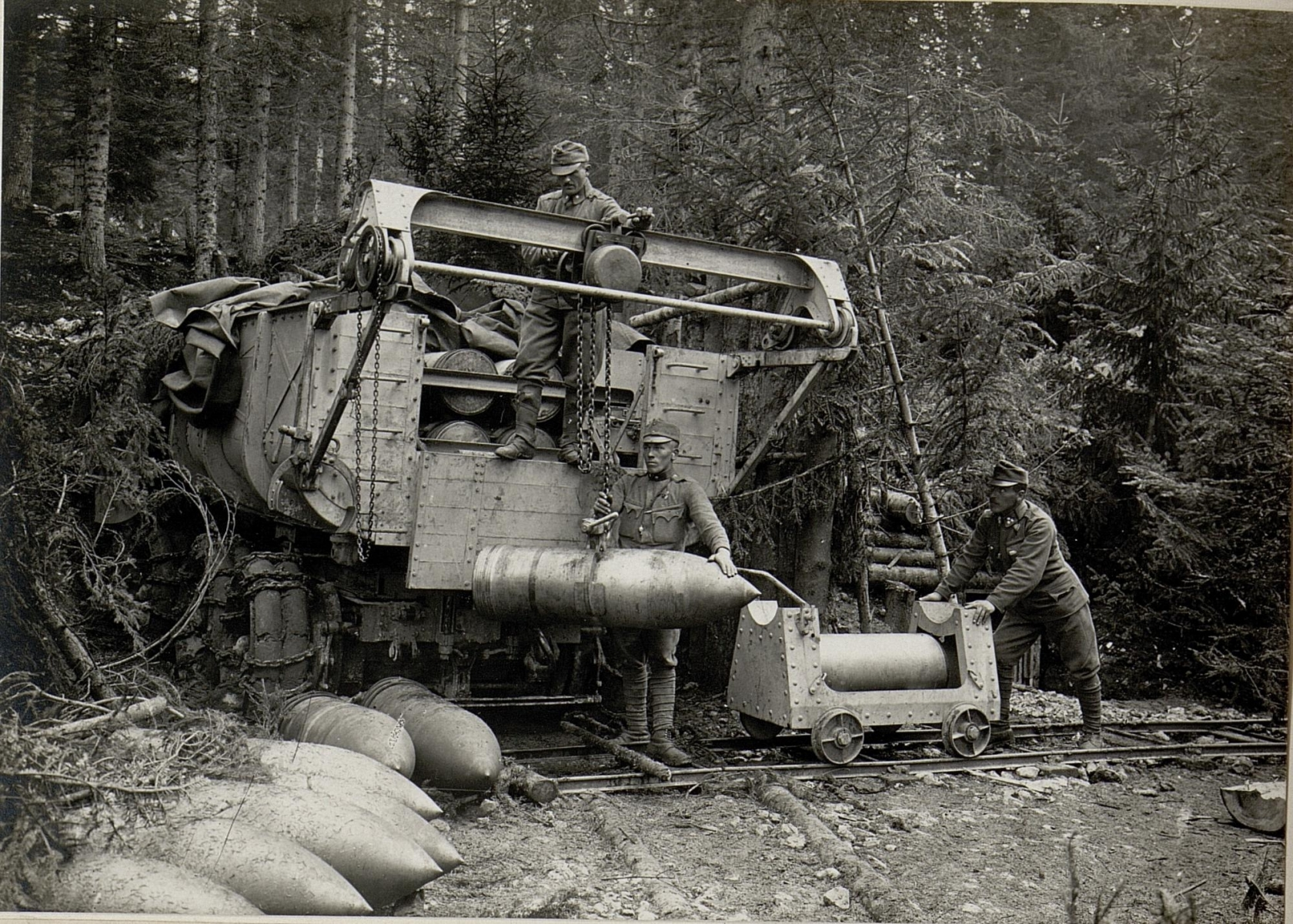
La vettura munizioni della "Barbara"
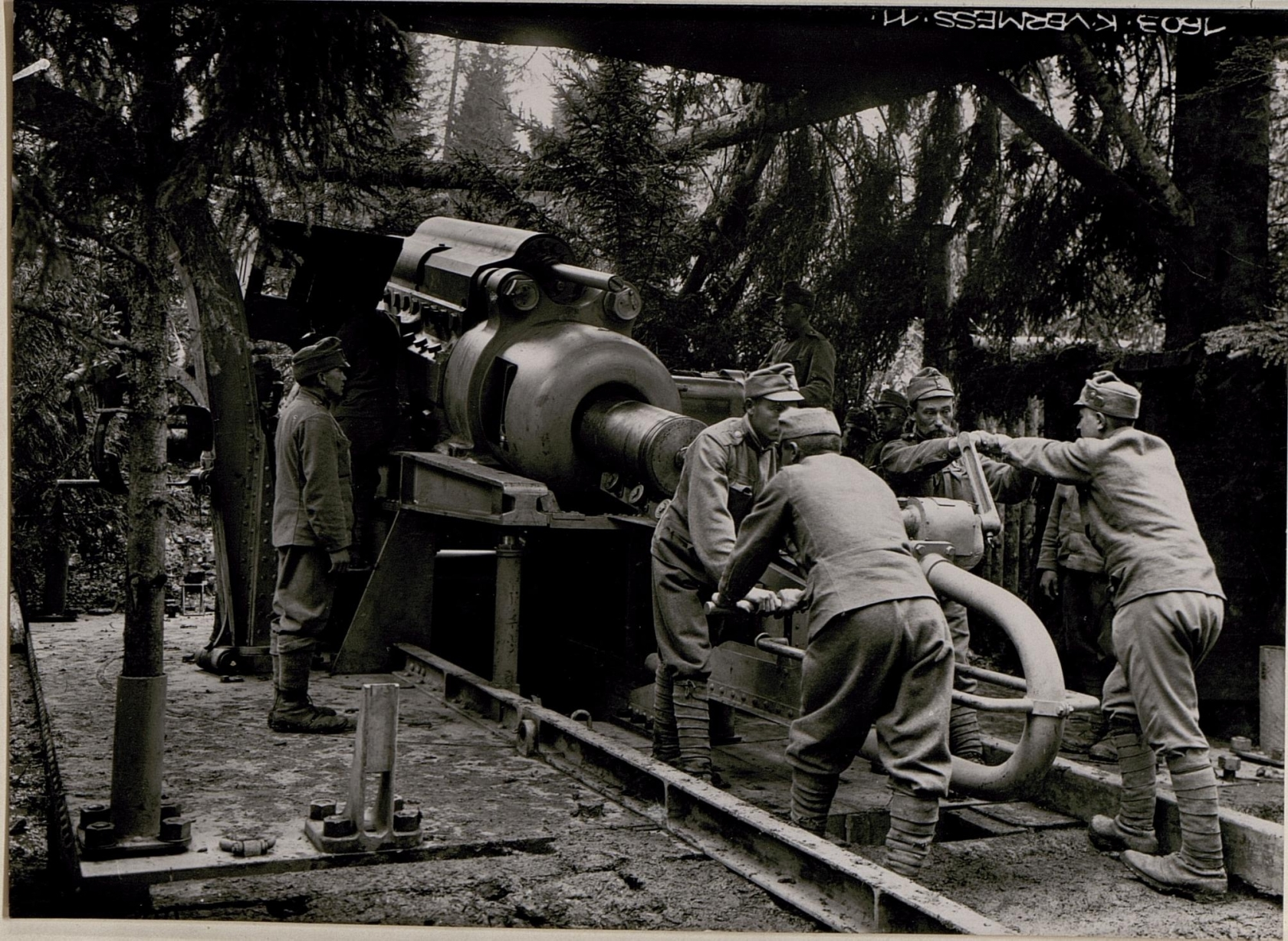
Fase di caricamento
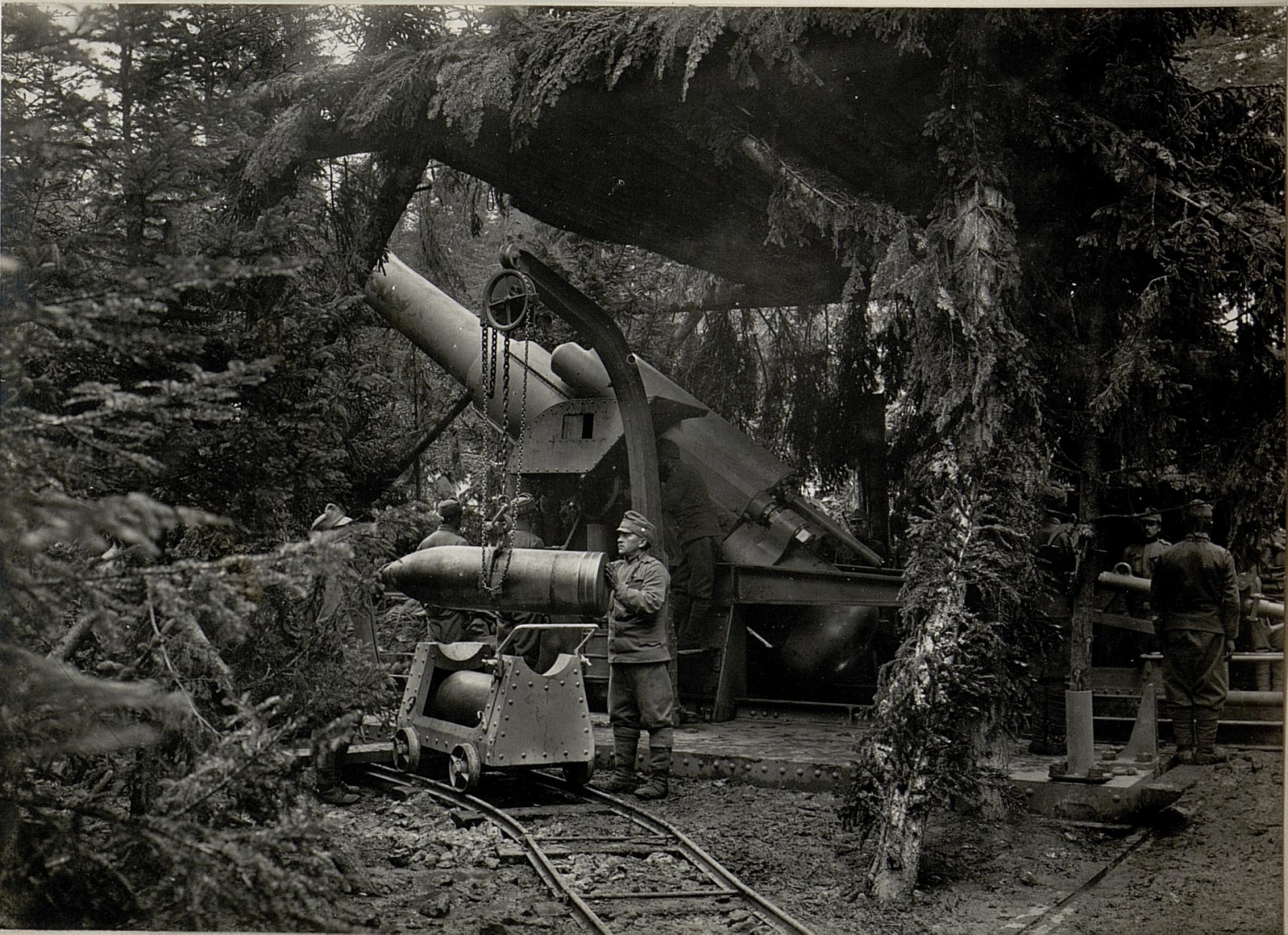
Decauville e benna per il caricamento del proietto

## Tecnica

### L'obice
La canna, lunga 6,46 m e pesante 20.700 kg, è costituita da un'anima a rigatura destrorsa e da un ordine di manicotti, con otturatore a cuneo orizzontale. Essa è inserita nella culla a manicotto, con il freno di sparo idropneumatico applicato alla parte superiore. La culla è incavalcata sull'affusto vero e proprio, che a sua volta è congiunto con bulloni al sotto-affusto. Sugli ultimi 8 pezzi prodotti, fu usato lo stesso affusto del cannone Škoda 24 cm Vz. 1916, che infatti aveva orecchionerie per entrambi i tipi di armi: l'obice veniva incavalcato sulle orecchionerie posteriori, il cannone su quelle anteriori. Il sotto-affusto è inchiavardato ad un tamburo, rotante su una corona circolare posta sul fondo del cassone di lamiera, che viene completamente interrato al momento della messa in batteria. Le munizioni, del peso di 741 kg, vengono trasportate dall'apposita vettura e caricate tramite paranchi su un apposito vagoncino, che trasporta il colpo fino alla culatta tramite una decauville, dove, tramite una benna sul lato sinistro, viene prelevato e posizionato sulla cucchiaia di caricamento. Con la canna ad 11° di elevazione, il colpo viene quindi inserito nella culatta da un calcatoio meccanico azionato a manovelle.
La granata da 380 in uso nel 1938 era in acciaio, caricata con tritolo o toluoammonal, pesante 741 kg.

### Il treno di traino
Il traino avviene su cinque vetture:
- vettura obice: per il trasporto della canna, pesante 28.300 kg;
- vettura culla: per la culla a manicotto, pesante 30.800 kg;
- vettura mezza piattaforma di destra: per metà del cassone di lamiera ed il tamburo, pesante 37.600 kg;
- vettura mezza piattaforma di sinistra: per la metà sinistra del cassone, pesante 36.600 kg;
- vettura munizioni: con 20 proietti e 20 cartocci a bossolo ed il vagoncino porta-munizioni, pesante 36.800 kg.

Tutte le vetture sono montate su due carrelli, ognuno dei quali è munito di due coppie di ruote ferroviarie da 720 mm di diametro, sul mozzo delle quali si possono montare delle ruote da strada da 1030 mm di diametro. Su ciascuna delle quattro sale di ogni vettura sono montati due motori elettrici, uno per ruota. Il treno di traino, formato dalle cinque vetture, viene trainato dal Artillerie-Generatorauto M.16, un trattore d'artiglieria progettato da Ferdinand Porsche e prodotto dalla Daimler; questo, come le vetture, può montare sia ruote ferroviarie che ruote stradali ed ha la particolarità di essere motorizzato con un generatore a benzina che alimenta i due motori elettrici posti sulle ruote posteriori e, tramite cablature, i motori elettrici posti sulle otto ruote di ciascuna vettura. Ogni trattore benzoelettrico può trainare il treno di 5 vetture sia su strada che su ferrovia (per tratte inferiori ai 50 km), mentre su strada buona anche due treni. Per spostamenti ferroviari lunghi, mentre le vetture vengono agganciate a normali locomotive, il trattore non può essere agganciato e viene trasportato su un normale carro ferroviario. La velocità del convoglio stradale è di 6-8 km/h.

### La messa in batteria
Per la messa in batteria era necessario scavare una buca di 52 metri cubi, nella quale veniva calato, tramite verricelli, ed interrato il cassone di lamiera in due elementi. Nel foro circolare del cassone viene inserito il tamburo del sottoaffusto e poi l'affusto con la culla, sulla quale viene infine incavalcata la canna. Lo scavo richiedeva dalle 8 alle 20 ore a seconda del tipo di terreno, mentre per il resto delle operazioni erano necessarie 6-8 ore.